# Альпійський Рейн
47°04′13″ пн. ш. 9°29′00″ сх. д. / 47.070138888889° пн. ш. 9.4833472222222° сх. д.

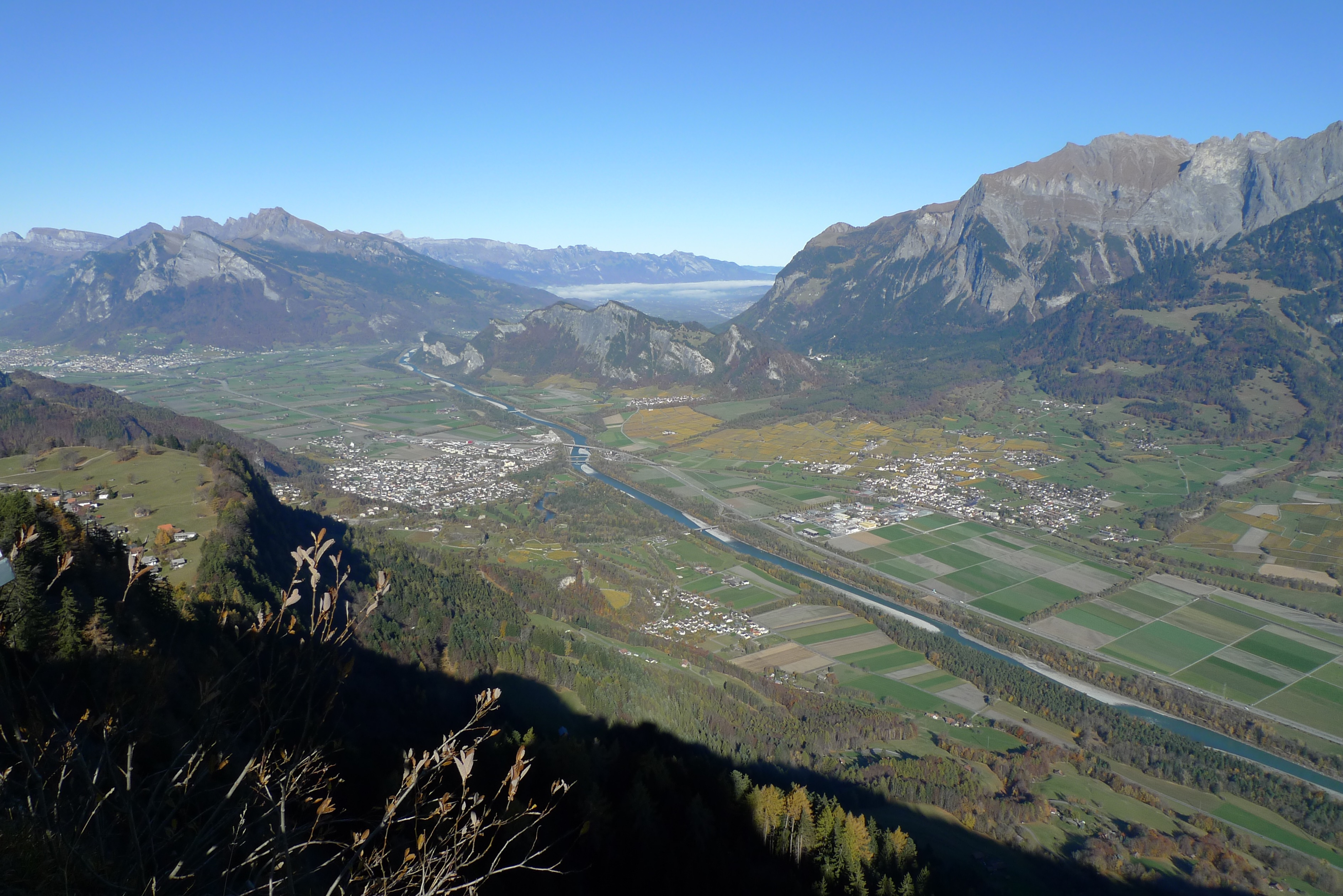
Кінець долини Гризон-Рейну, де Альпійський Рейн обертається навколо Флешер-Берг на північ, на схід від Зарганса. Попереду: Бад-Рагац ліворуч і Маєнфельд праворуч

Долина Альпійського Рейну (нім. Alpenrheintal) — льодовикова альпійська долина, утворена частиною Альпійського Рейну від злиття Переднього Рейну і Заднього Рейну в Райхенау та гирлом Альпійського Рейну в Боденському озері. 
Охоплює три країни, а повна довжина Альпійського Рейну становить 93,5 км.
 на цьому проміжку перепад висота над рівнем моря зменшується з 599 до 396 м (падіння 2,3 м/км).
Рейн помітно робить закрут біля Кура, столиці Граубюндена.
Долина Альпійського Рейну — відмічена льодовиковими відкладеннями, альпійська долина, що широко розкинулася, зі стрімкими стінами.
Біля Зарганса лише височина заввишки кілька метрів заважає Рейну витікати через відкриту долину річки Зец, через озера Валензе і Цюрихське у бік Ааре.
Від Райхенау Альпійський Рейн тече на схід, минаючи Кур і повертаючи на північ, перш ніж повернути на північний схід у Ландкварті, а потім приблизно на північ, на схід від Зарганса.
Звідси Альпійський Рейн утворює кордон між кантоном Санкт-Галлен у Швейцарії з лівого західного берега та князівством Ліхтенштейн на східному березі.
Приблизно на 28 км нижче Рейн тече австрійською федеральною землею Форарльберг і, нарешті, впадає в Боденське озеро , на південь від Ліндау (Німеччина), яке не є частиною долини Рейну.
Швейцарсько-австрійський кордон проходить по історичному річищу Рейну, але сьогодні останні 5 км річка проходить через штучний канал у межах Австрії.

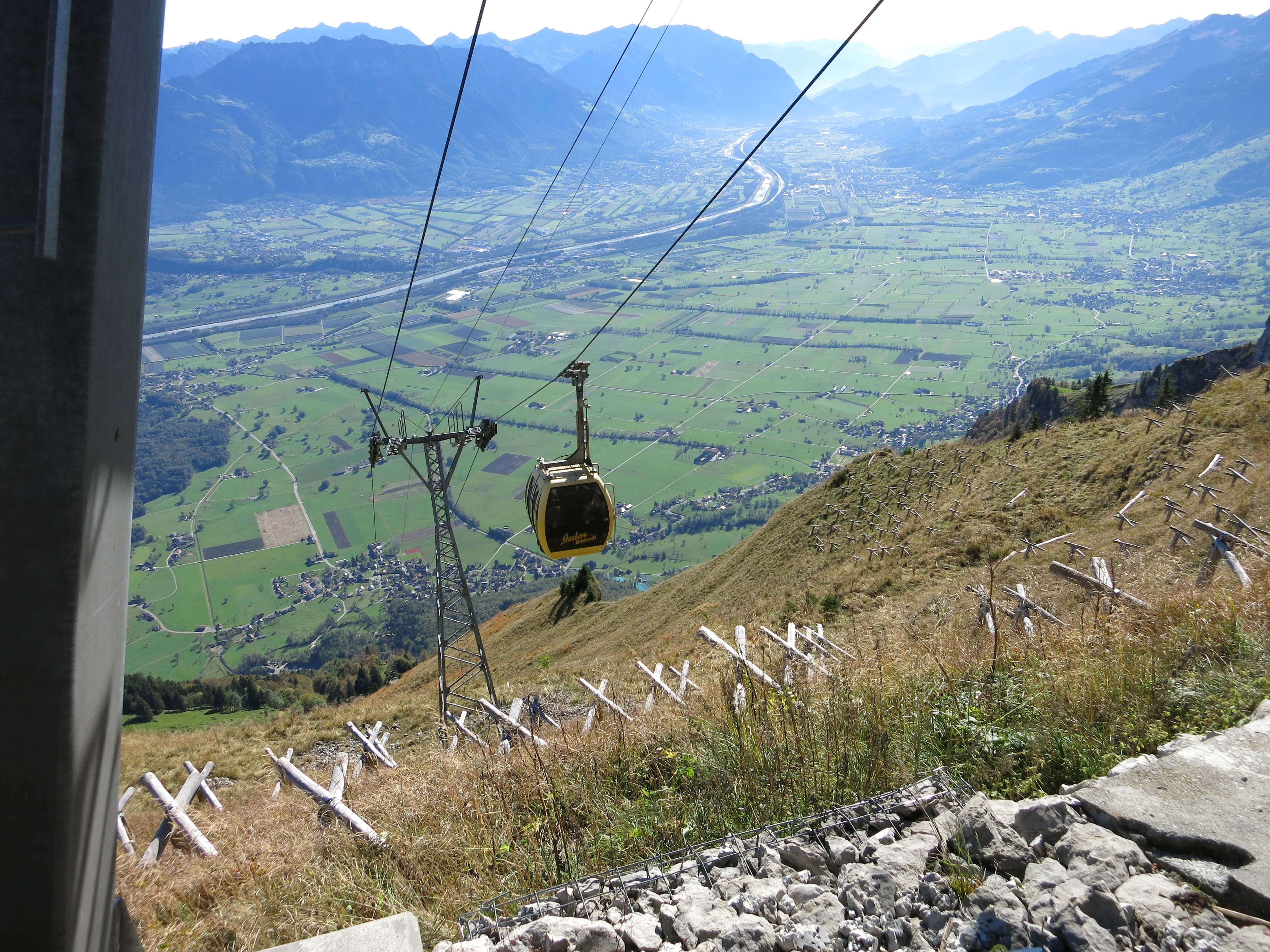
Долина Рейну, якщо дивитися з гори Штауберен (1745 м), Санкт-Галль праворуч і Ліхтенштейн ліворуч

Верхня третина долини Рейну має характер альпійської долини, охоплюючи нижню рівнину приблизно від 1 до 4 км в поперечнику.
Нижче за течією Вадуца долина значно розширюється, перетворюючись на широку рівнину, розміром близько 10 км у нижньому кінці вздовж південно-східного берега Боденського озера.
З моменту виходу Рейну з Боденського озера він відомий як Високий Рейн.
Правими притоками Альпійського Рейну є Плессур в Курі, Ландкварт в однойменному місті, Ілль і Фрутц на Верхній землі Австрійської рівнини біля Фельдкірха.
Альпійський Рейн не має великих лівих приток; струмки, що впадають до нього зліва: Олдісбах в Курі, Козенц в Унтервазі, Заге в Тардісбрюке, Таміна в Бад-Рагаці, Тобельбах в Буксі, Зіммль у Гамсі.
Хоча всі ліві притоки в долині Рейну Санкт-Галль збираються Райнталер-Бінненканаль, який впадає в Боденське озеро через Старий Рейн і більше не впадає в Альпійський Рейн.
Через високий вміст суспензій вода Альпійського Рейну має світлий відтінок; осідаючи в Боденському озері, ці суспензії вже досить сильно відсунули води озера, що спочатку далеко вдавалися в Альпи.
Регулювання річища Альпійського Рейну, зроблене на початку XX століття, містило будівництво каналів, що спрямовують його річище біля Діпольдзау і Фусаха. 
Це регулювання було спрямоване на запобігання затопленням та сильній седиментації в західній частині дельти при впаданні Рейну в Боденське озеро.
При цьому довелося пустити Дорнбірнер-Ах у паралельний канал у напрямку озера.
Відсічене при регулюванні старе річище Старого Рейну протікало спочатку в заболоченій місцевості, проте пізніше було прибрано в канал нижче Райнека і відкрито для судноплавства.
У рік Рейн несе до 3 млн м³ осадових порід у Боденське озеро
. 
«Вростаюча» в Боденське озеро внутрішня дельта на ділянці між Старим Рейном на заході і нижнім каналом, що спрямовує на сході, включаючи австрійські комуни Гайссау, Гехшт і Фуссбах — віддана в основному під природоохоронну зону. 
При впадінні в Боденське озеро природний Рейн колись поділявся на два головні гирла.
Через придонні відкладення виникло багато невеликих острівців.
В гирлі постійно доводиться працювати драгам, щоб запобігати седиментації, пов'язану у тому числі з великими меліораційними роботами вище за течією Рейну.

## Географія
Долина Альпійського Рейну оточена гірськими хребтами Альп (Альпштайн, Плессуральпен, Ретікон, Каланда, Альбульські Альпи та Гларнські Альпи), деякі висотою понад 3000 м.
Найвища гора Рінгельшпіц (3247 м) розташована поруч з Тамінсом.

## Поділ
Географічні складові долини Альпійського Рейну:
Верхів'я
- Долина Рейну Кур, або долина Рейну Грізонія[en]: назва стосується міста Кур або його кантону Граубюнден відповідно. Вона починається в Рецюнс/Бонадуц і закінчується на схід від Зарганса.

Низов'я
- На півночі долина Граубюнден перетинає долину Рейну між Заргансом і Боденським озером, де вона значною мірою утворює кордон між кантоном Санкт-Галлен на заході та Ліхтенштейном і Австрією на його сході. З обох сторін долина називається просто долиною Рейну. Швейцарці іноді також називають її долиною Рейну-Санкт-Галль, щоб відрізнити її від верхньої половини.
- Долина Рейну-Санкт-Галль[de]: на заході долина Рейну політично далі розділена на Верденберг і Райнталь, хоча географічно вона розділена Гіршенспрунгом біля Рюті.
- Східна сторона:
  - На сході верхня половина долини називається Ліхтенштейнською долиною Рейну
  - Долина Рейну-Форарльберг[en]: нижню частину також називають долина Рейну-Форарльберг, оскільки вона належить до австрійської федеральної землі Форальберг. Далі вона поділяється на верхню та нижню частини і називається Верхніми та Нижніми землями (нім. Vorarlberger Unter- und Oberland). Нижні землі, простягаються від берегів Боденського озера до невеликого пагорба Куммаберг на півдні, верхня частина лежить на південь від нього.